# Chondrodera chilensis
Chondrodera chilensis är en insektsart som beskrevs av Melichar 1912. Chondrodera chilensis ingår i släktet Chondrodera och familjen Dictyopharidae. Inga underarter finns listade i Catalogue of Life.